# Dujon Sterling
Dujon Henriques Sterling (Londen, 24 oktober 1999) is een Engels voetballer die bij voorkeur als rechtsback speelt. Hij stroomde in 2017 door vanuit de jeugd van Chelsea.

## Clubcarrière
Sterling sloot zich op zevenjarige leeftijd aan in de jeugdopleiding van Chelsea. Hij werd voor aanvang van het seizoen 2016/17 bij de reserves gehaald. In oktober 2016 tekende hij op zijn verjaardag zijn eerste profcontract. Op 20 september 2017 debuteerde hij in het eerste elftal, in de League Cup tegen Nottingham Forest. Hij kwam na 76 minuten in het veld als vervanger van Davide Zappacosta.

## Clubstatistieken
| Seizoen     | Club        | Competitie     | Competitie | Competitie | Beker | Beker | Internationaal | Internationaal | Totaal | Totaal |
| Seizoen     | Club        | Competitie     | Wed.       | Dlp.       | Wed.  | Dlp.  | Wed.           | Dlp.           | Wed.   | Dlp.   |
| ----------- | ----------- | -------------- | ---------- | ---------- | ----- | ----- | -------------- | -------------- | ------ | ------ |
| 2017/18     | Chelsea     | Premier League | 0          | 0          | 2     | 0     | 0              | 0              | 2      | 0      |
| Club totaal | Club totaal | Club totaal    | 0          | 0          | 2     | 0     | 0              | 0              | 2      | 0      |

Bijgewerkt op 14 februari 2018

## Interlandcarrière
Sterling kwam uit voor verschillende Engelse nationale jeugdselecties. Hij won met Engeland –19 het EK –19 van 2017

## Erelijst
| Europees kampioen –19 | 1× | 2017 |